# 穆麒茹
穆麒茹（1951年—），回族，中华人民共和国政治人物、第十一届全国政协委员。持有北京兆泰由穆麒茹及北京兆泰控股有限公司擁有約41 .60%及38 .50%，而北京兆泰控股有限公司由穆麒茹擁有70%
担任民革中央委员、全国工商联常委、北京兆泰房地产开发有限公司董事长。2008年，当选第十一届全国政协委员，代表经济界，分入第三十四组。